# Dating
Il dating, termine inglese derivato da to date, lett. "dare un appuntamento", e tradotto alcune volte in italiano come "incontri", rappresenta l'attività di conoscere persone e darsi appuntamento, in particolare via Internet, nel qual caso tramite appositi siti, per lo più a scopo sentimentale o sessuale.

## Tipi didating
La diffusione della tecnologia e la trasformazione degli schemi culturali hanno spinto la pratica del dating verso un'affermazione e un'accettazione tale da generare un vero e proprio stile di vita. Il successo come pratica del divertimento e stile di vita ha determinato la nascita di diversi tipi di dating:
- Feste, riunioni, conferenze, seminari e anche giochi di gruppo che vedono i cuori solitari e l'incontro come protagonisti sono da considerare dei tipici eventi per single (dating events).
- Lo speed dating invece è basato su uno schema semplice: gruppi di persone si incontrano, in un evento appositamente organizzato, con la possibilità di parlarsi e conoscersi solo per la durata di pochi minuti (tra 3 e 8). Al termine di ogni sessione ognuno passa alla persona successiva.
- Il mobile dating è il dating praticato con i cellulari. Come avviene sui siti internet di incontri, le persone si iscrivono a servizi tramite i quali contattano altri utenti via messaggi SMS. Una variante è considerato il toothing, praticato grazie alla tecnologia bluetooth.
- I single travels poi non sono altro che viaggi organizzati per persone in cerca di compagnia o seriamente intenzionati a trovare la loro anima gemella in un'avventura turistica.
- Conosciute e tradizionalmente accettate sono le agenzie matrimoniali che si stanno trasformando in società di servizi a carattere sociale e quindi meno orientate alla sistemazione dei clienti e più al divertimento.
- Gli appuntamenti al buio avvengono tra persone che non si conoscono.

## Dating online
La ricerca di potenziali partner da incontrare e con cui uscire fatta attraverso i social network è chiamato dating online. I siti web in questione sono luoghi virtuali fortemente caratterizzati per tutti coloro che sono intenzionati a conoscere ed eventualmente incontrare nuove persone.
In principio il dating online era l'insieme di tutte le attività di dating praticate su internet solo tramite personal computer. Con l'evoluzione della tecnologia queste attività si sono trasferite su dispositivi tecnologici affini (come cellulari, smartphone, palmari, netbook) determinando la diffusione di nuovi tipi di dating online:
- Lo speed dating online, diversamente da quello classico, si pratica nelle community e nei siti web che mettono a disposizione delle piattaforme di videochat, tramite le quali gli utenti si incontrano e parlano con l'ausilio delle webcam.
- Il mobile dating localizzato è la versione mobile del dating online. L'unica differenza è nella possibilità di localizzare le persone con cui si comunica (grazie ai chip GPS di cui molte periferiche, soprattutto smartphones, sono dotate).
- Il mobile speed dating è lo speed dating online nella sua variante mobile.
- Il casual dating, nella sua versione online, è una forma di dating che facilita l'incontro tra persone desiderose di un'avventura che possa rimanere confinata nell'ambito del divertimento puro, senza impegno.
- Lo slowdating, come la parola stessa ci induce a capire, a differenza del Speed Dating, per conoscere la persona si prende tutto il tempo possibile. Gli incontri prima di un primo contatto online, vengono effettuati in locali.

Gli utenti per iscriversi devono avere in genere più di 18 anni.

### Funzionalità avanzate
Alcuni siti prevedono di autenticare la foto mediante la registrazione di un breve video del volto in movimento, che viene confrontato con la fotografia del profilo, per accertare che non si tratta di un fake. Altri siti permettono di registrare un messaggio audio o video di presentazione. Altri ancora, per evitare i fake, richiedono la verifica di un documento d'identità.